# Hrvatska malonogometna reprezentacija do 19 godina
Hrvatska malonogometna ili futsalska reprezentacija do 19 godina starosti (futsal U-19) se natječe od 2019. godine od kada je UEFA pokrenula europska prvenstva za ovaj uzrast. 
Pod organizacijom je Hrvatskog nogometnog saveza. Današnji izbornik je Duje Maretić.

## Povijest
UEFA je 2019. godine pokrenula europska prvenstva za ovaj uzrast i u svom prvom natjecanju hrvatska reprezentacija je došla do naslova europskog doprvaka. Uljučujući dvije prijateljske utakmice s reprezentacijom Sjeverne Makedonije u Karlovcu (4:4 i 1:3) u sklopu priprema za kvalifikacije, potom samih kvalifikacija za natjecanje također u Karlovcu (Slovačaka 6:2, Engleska 4:0 i Italija 0:1) i na kraju završnog natjecanja u Latviji (skupina: Španjolska 0:3, Nizozemska 6:0, Ukrajina 3:1; polufinale: Portugal 2:2, 5:4 nakon raspucavanja; finale: Španjolska 1:6), to su do sada jedinih 10 utakmica koje je rerprezentacija do sada odigrala. Sve pod vodstvom današnjeg izbornika futsalske A reprezentacije, Marinka Mavrovića. Nakon toga se zbog 
pandemije korona virusa cijelu 2020. godinu nisu igrale utakmice ovog uzrasta.
To je do sada ukupno 10 službenih utakmica, 5 pobjeda, 2 neriješena rezultata i 3 poraza, uz gol-razliku 29:20.
(stanje: veljača 2021.)

### Europska prvenstva
- Europsko futsalsko U-19 prvenstvo - Latvija 2019. - srebrna medalja: Nikola Čizmić, Josip Jurlina, Božo Sučić, Mateo Mužar, Jakov Mudronja, Filip Radaj, Dominik Cvišić, Vicko Radić, Toni Rendić, Fran Vukelić, Duje Dragun, Jakov Hrstić, Antonijo Papac, Filip Petrušić, izbornik Marinko Mavrović. Jurlina i Vukelić izabrani su u idealnu momčad turnira.[2]

## Rekordi
| - - Najviše nastupa: - Božo Sučić (10) - Josip Jurlina (9) - Nikola Čizmić (7) |  | - - Najbolji strijelci: - Fran Vukelić (8) - Vicko Radić (5) - Toni Rendić (4) - Božo Sučić (4) |

## Vanjske poveznice
- Službene stranice HNS-a